# 东来乡
东来乡，是中华人民共和国吉林省通化市通化县下辖的一个乡镇级行政单位。

## 行政区划
东来乡下辖以下地区：
利民社区、河南村、河北村、新兴村、鹿圈子村、大西岔村、腰岭村和兴安村。

## 中国传统村落
2013年8月，鹿圈子村获批第二批中国传统村落。